# Shirley Verrett
Shirley Verrett (New Orleans, 31 maggio 1931 – Ann Arbor, 5 novembre 2010) è stata un mezzosoprano e soprano statunitense.

## Biografia
Nata in una famiglia afroamericana di devoti avventisti del settimo giorno, mostrò presto il suo talento musicale, ma inizialmente la sua carriera di cantante fu disapprovata dalla famiglia. Successivamente condusse gli studi a Los Angeles e alla Juilliard School di New York.
Nel 1957 debuttò in The Rape of Lucretia di Benjamin Britten, seguita l'anno successivo da Lost in the Stars di Kurt Weill alla New York City Opera e dall'esordio europeo ne La morte di Rasputin di Nicolas Nabokov a Colonia nel 1959. Nel 1962 fu molto apprezzata dalla critica in Carmen a Spoleto, ruolo che interpretò anche al Teatro Bol'šoj e alla New York City Opera nel 1964.
Esordì al Covent Garden di Londra  nel 1966 come Ulrica in Un ballo in maschera e calcò per la prima volta le scene operistiche del Metropolitan nel 1968 con Carmen e del Teatro alla Scala di Milano nel 1970 con Sansone e Dalila. Tra i ruoli come mezzosoprano figurano Cassandra e Didone nei Les Troyens (nella prima dell'opera al Met affrontò nella stessa recita entrambi i personaggi), Amneris, Eboli, Dalila, Azucena, Leonora ne La favorita, Ismène ne L'assedio di Corinto.
Shirley Verret possedeva una voce di soprano Falcon, che, a partire dagli ultimi anni settanta le permise di affrontare anche parti di soprano, tra cui Selika ne L'Africana, Lady Macbeth, Madame Lidoine nei Dialoghi delle Carmelitane, Tosca, Norma, Leonore nel Fidelio, Ifigenia, Alceste, Medea, Desdemona, Amelia, Aida.
Nel 1987 fu Lady Macbeth nel film-opera Macbeth e nel 1989 fu protagonista del film Maggio musicale. Nel 1994 interpretò a Broadway il musical Carousel, vincitore del Tony Award. Dopo il ritiro dalle scene nel 1996, iniziò l'insegnamento del canto ell'Università del Michigan.
Nel 2003 scrisse un memoriale, I Never Walked Alone (ISBN 0-471-20991-0), nel quale parlò con franchezza del razzismo che aveva incontrato, in quanto nera, nel mondo della musica americano.. Morì nel 2010, all'età di 79 anni, per insufficienza cardiaca dopo lunga malattia.

## Repertorio
| Ruolo               | Titolo                       | Autore      |
| ------------------- | ---------------------------- | ----------- |
| Judith              | Il castello di Barbablù      | Bartók      |
| Leonora             | Fidelio                      | Beethoven   |
| Adalgisa Norma      | Norma                        | Bellini     |
| Cassandre Didon     | Les Troyens                  | Berlioz     |
| Carmen              | Carmen                       | Bizet       |
| Lucretia            | The Rape of Lucretia         | Britten     |
| Medée               | Medée                        | Cherubini   |
| Giovanna Seymour    | Anna Bolena                  | Donizetti   |
| Maffio Orsini       | Lucrezia Borgia              | Donizetti   |
| Elisabetta I        | Maria Stuarda                | Donizetti   |
| Leonora di Guzman   | La favorita                  | Donizetti   |
| Orfeo               | Orfeo ed Euridice            | Gluck       |
| Alceste             | Alceste                      | Gluck       |
| Iphigénie           | Iphigénie en Aulide          | Gluck       |
| Santuzza            | Cavalleria rusticana         | Mascagni    |
| Selika              | L'Africaine                  | Meyerbeer   |
| Madame Lidoine      | Les dialogues des Carmelites | Poulenc     |
| Floria Tosca        | Tosca                        | Puccini     |
| Neocle              | L'assedio di Corinto         | Rossini     |
| Sinaïde             | Moïse et Pharaon             | Rossini     |
| Dalila              | Samson et Dalila             | Saint-Saëns |
| Jocasta             | Oedipus rex                  | Stravinskij |
| Lady Macbeth        | Macbeth                      | Verdi       |
| Federica            | Luisa Miller                 | Verdi       |
| Maddalena           | Rigoletto                    | Verdi       |
| Azucena             | Il trovatore                 | Verdi       |
| Amelia Ulrica       | Un ballo in maschera         | Verdi       |
| Principessa d'Eboli | Don Carlo                    | Verdi       |
| Aida Amneris        | Aida                         | Verdi       |
| Desdemona           | Otello                       | Verdi       |

## Discografia
| Anno | Titolo Ruolo                     | Cast                                                                   | Direttore           | Etichetta/regia     |
| ---- | -------------------------------- | ---------------------------------------------------------------------- | ------------------- | ------------------- |
| 1964 | La forza del destino Preziosilla | Leontyne Price, Richard Tucker, Robert Merrill                         | Thomas Schippers    | RCA                 |
| 1965 | Luisa Miller Federica            | Anna Moffo, Carlo Bergonzi, Cornell MacNeil                            | Fausto Cleva        | RCA                 |
| 1965 | Orfeo ed Euridice Orfeo          | Anna Moffo, Judith Raskin                                              | Renato Fasano       | RCA                 |
| 1966 | Un ballo in maschera Ulrica      | Carlo Bergonzi, Leontyne Price, Robert Merrill                         | Erich Leinsdorf     | RCA                 |
| 1966 | Lucrezia Borgia Maffio Orsini    | Montserrat Caballé, Alfredo Kraus, Ezio Flagello                       | Jonel Perlea        | RCA                 |
| 1970 | Don Carlo Eboli                  | Plácido Domingo, Ruggero Raimondi, Montserrat Caballè, Sherrill Milnes | Carlo Maria Giulini | EMI                 |
| 1972 | Anna Bolena Giovanna Seymour     | Beverly Sills, Stuart Burrows, Paul Plishka                            | Julius Rudel        | Westminster Records |
| 1973 | Norma Adalgisa                   | Beverly Sills, Enrico di Giuseppe, Paul Plishka                        | James Levine        | Westminster Records |
| 1974 | L'assedio di Corinto Neocle      | Beverly Sills, Justino Diaz, Harry Theyard                             | Thomas Schippers    | EMI                 |
| 1976 | Macbeth Lady Macbeth             | Piero Cappuccilli, Nicolai Ghiaurov, Placido Domingo                   | Claudio Abbado      | DG                  |
| 1986 | Macbeth Lady Macbeth             | Leo Nucci, Samuel Ramey, Veriano Luchetti                              | Riccardo Chailly    | Decca               |
| 1988 | Rigoletto Maddalena              | Leo Nucci, June Anderson, Luciano Pavarotti                            | Riccardo Chailly    | Decca               |
| 1990 | Il trovatore Azucena             | Luciano Pavarotti, Antonella Banaudi, Leo Nucci                        | Zubin Mehta         | Decca               |